# Kaiserliche Werft Wilhelmshaven
Pour les articles homonymes, voir Kaiserliche Werften.

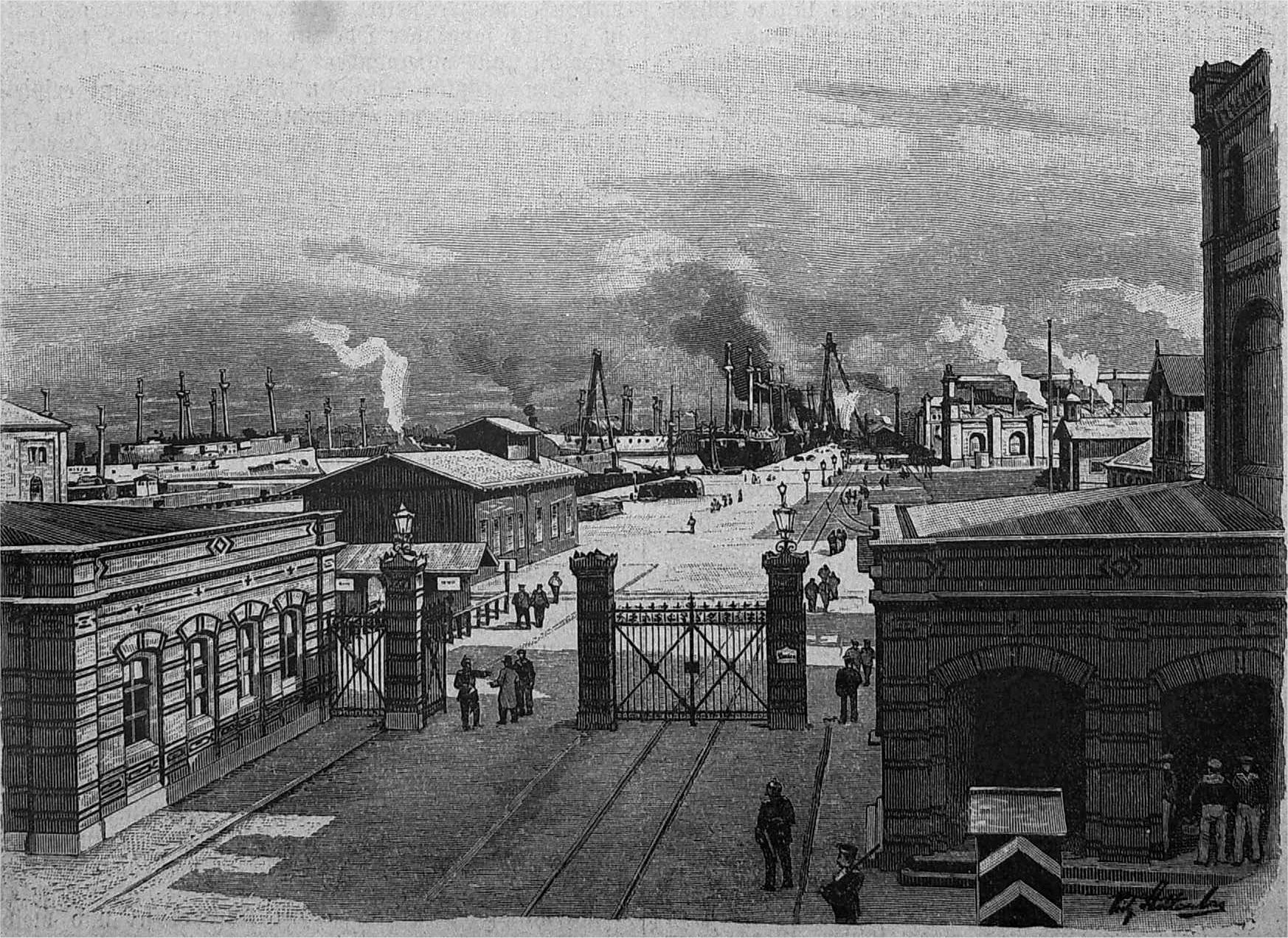
Le chantier naval en 1894

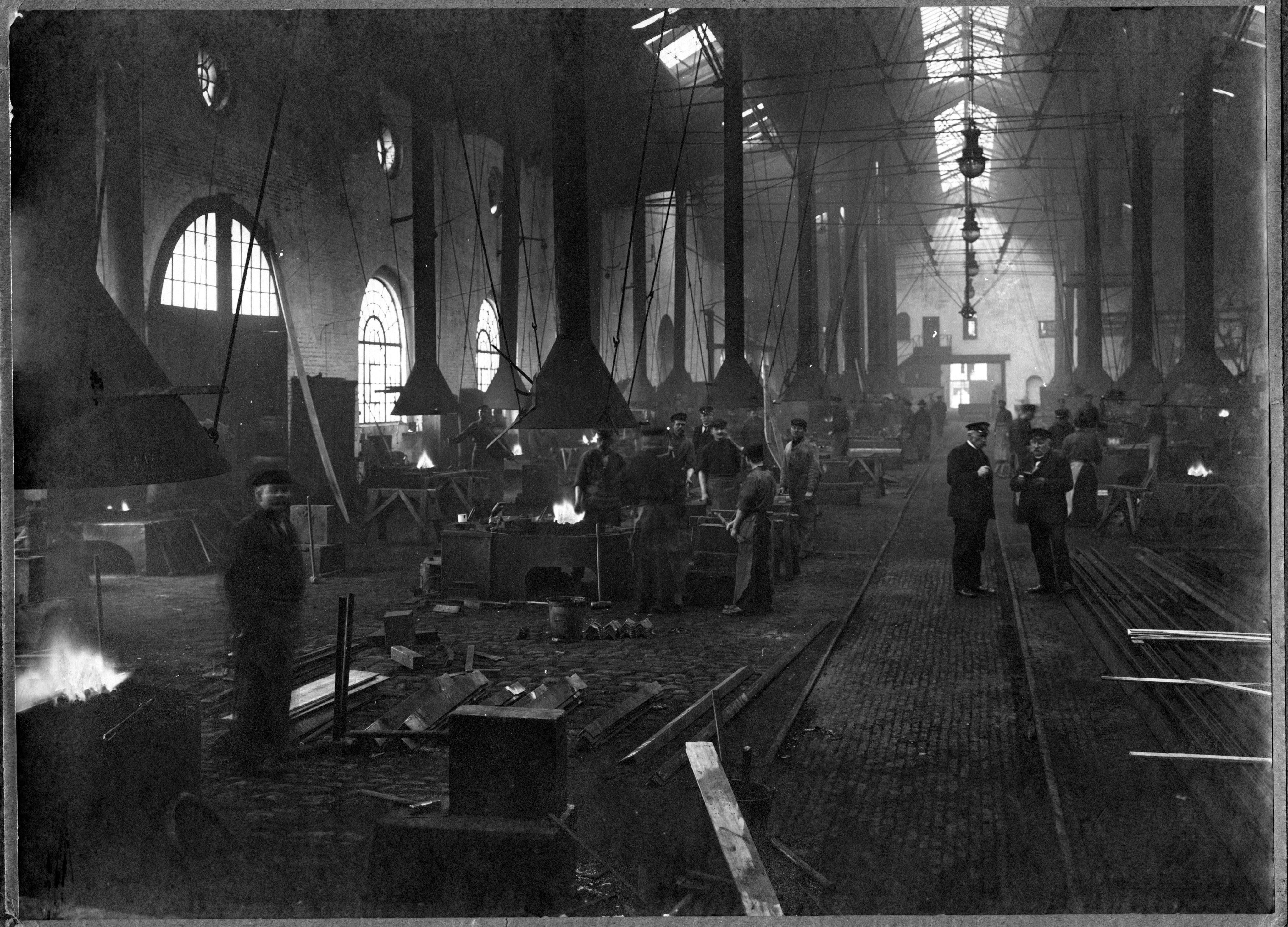
Intérieur du chantier en 1908

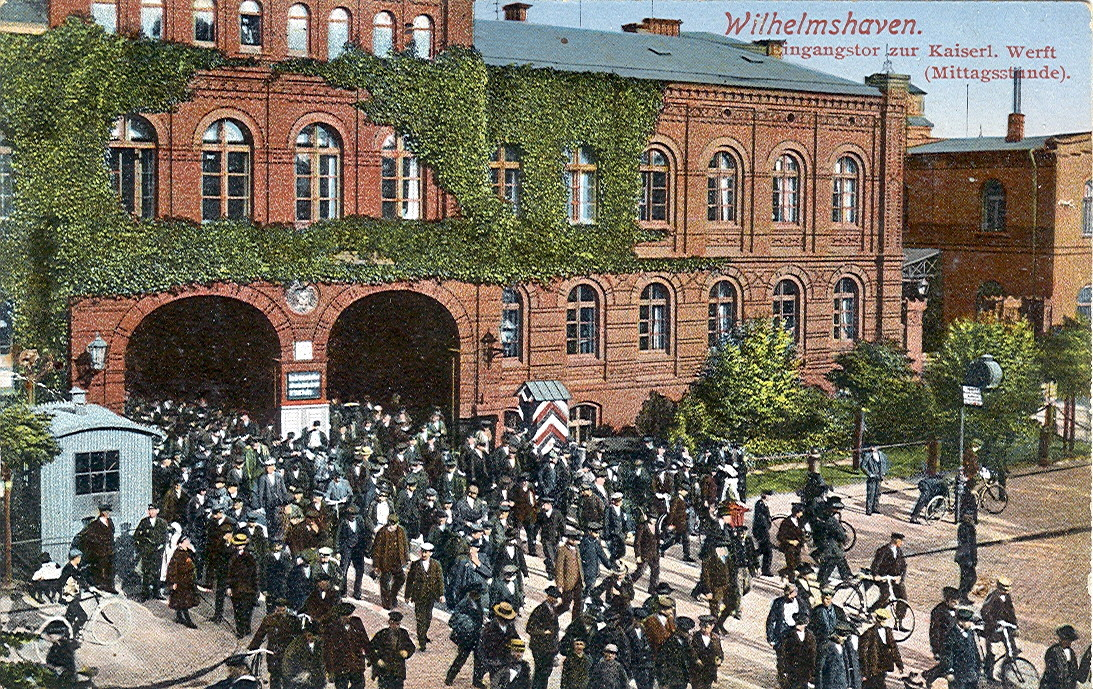
La sortie des ouvriers en 1914

Le Kaiserliche Werft Wilhelmshaven est un chantier naval à Wilhelmshaven. De 1871 à 1918, il est, avec Kaiserliche Werft Kiel et Kaiserliche Werft Danzig, l'un des trois chantiers navals qui travaillent presque exclusivement pour la Kaiserliche Marine. Ses activités sont la construction, l'équipement et l'entretien des navires de guerre.
Après la Première Guerre mondiale, le chantier naval travaille pour la Reichsmarine (Kriegsmarine en 1935). Depuis 1957, sur l'ancienne zone de chantier naval, se trouve un arsenal naval de la Bundesmarine, devenu en 1990 Deutsche Marine.

## Histoire
Avec le blocus danois des côtes allemandes en 1848, on se rend compte de la vulnérabilité de la marine marchande allemande devant un adversaire. En 1849, les députés du Grand-duché d'Oldenbourg demandent le soutien du pouvoir prussien.
Après quelques négociations, le traité de Jade est signé le 20 juillet 1853 entre le roi de Prusse et le grand-duc d'Oldenbourg. Il prévoit l'attribution d'un terrain de la baie de Jade à la Prusse afin d'établir une installation navale et la protection du transport maritime de l'Oldenbourg. Fin 1854, la Prusse prend possession du terrain. En 1856, commence la construction d'ateliers, de magasins et de cales.
Après la création du Confédération de l'Allemagne du Nord, le chantier naval lui est attribué en 1867.
Peu après la mise en service du port militaire, en 1870, le chantier naval commence à être construit sur le même modèle que ceux existants à Dantzig et Kiel.
Autour du chantier naval, une nouvelle ville se créé, qui, à l'occasion de l'inauguration des nouvelles installations portuaires par l'empereur Guillaume Ier d'Allemagne, prend le nom de Wilhelmshaven.
Avec l'importance croissante de l'Empire allemand, la marine connaît sous Guillaume II et du grand-amiral Alfred von Tirpitz, un nouveau développement rapide. Seulement la capacité des chantiers navals allemands est insuffisante. De nombreuses améliorations sont apportées aux chantiers navals de Wilhelmshaven, notamment de 1906 à 1908, la construction des quais IV à VI, un dock flottant de 4 000 tonnes ainsi que les extensions de la zone portuaire. En 1911, on achève la construction de la plus grande centrale électrique au charbon pour alimenter le chantier. En 1915, la Demag (de) livre la plus grande grue flottante (toujours en fonction au chantier de réparation Zamponi à Gênes).
Début 1914, on compte 11 500 salariés puis fin 1918, 21 000.
À la fin de 1918, la construction de navires militaires se termine. Les trois chantiers navals impériaux sont considérablement réduits en capacité et en partie privatisée. Face à l'absence de commandes de constructions, on établit un programme d'urgence pour faire à la place des chaloupes et des bateaux à vapeur pour la pêche ainsi que des bateaux à vapeur pour le transport de passagers et le fret. En 1919, elle se lance dans le démantèlement et l'équipement de navires.
Le 1er novembre 1921, la Reichsmarine reprend le chantier qui est rebaptisé Industriewerke Rüstringen puis Reichsmarinewerft. En 1935, il devient finalement le Kriegsmarinewerft.
Depuis 1957, une partie du site sert d'arsenal à la Bundesmarine, devenu en 1990 Deutsche Marine.

## Navires construits
(Sélection ; années de lancement/mise en service des navires)
- 1871/73, Chantier no 1, SMS Loreley
- 1875/78, Chantier no 2, SMS Großer Kurfürst
- 1878/78, Chantier no 3, SMS Wolf
- 1878/79, Chantier no 4, SMS Hyäne
- 1877/81, Chantier no 5, SMS Mars
- 1882/84, Chantier no 6, SMS Pfeil (de)
- 1885/86, Chantier no 7, SMS H
- 1885/86, Chantier no 8, SMS Charlotte
- 1887/88, Chantier no 9, SMS Schwalbe (de)
- 1888/89, Chantier no 10, SMS Sperber (de)
- 1890/91, Chantier no 12, SMS Pelikan

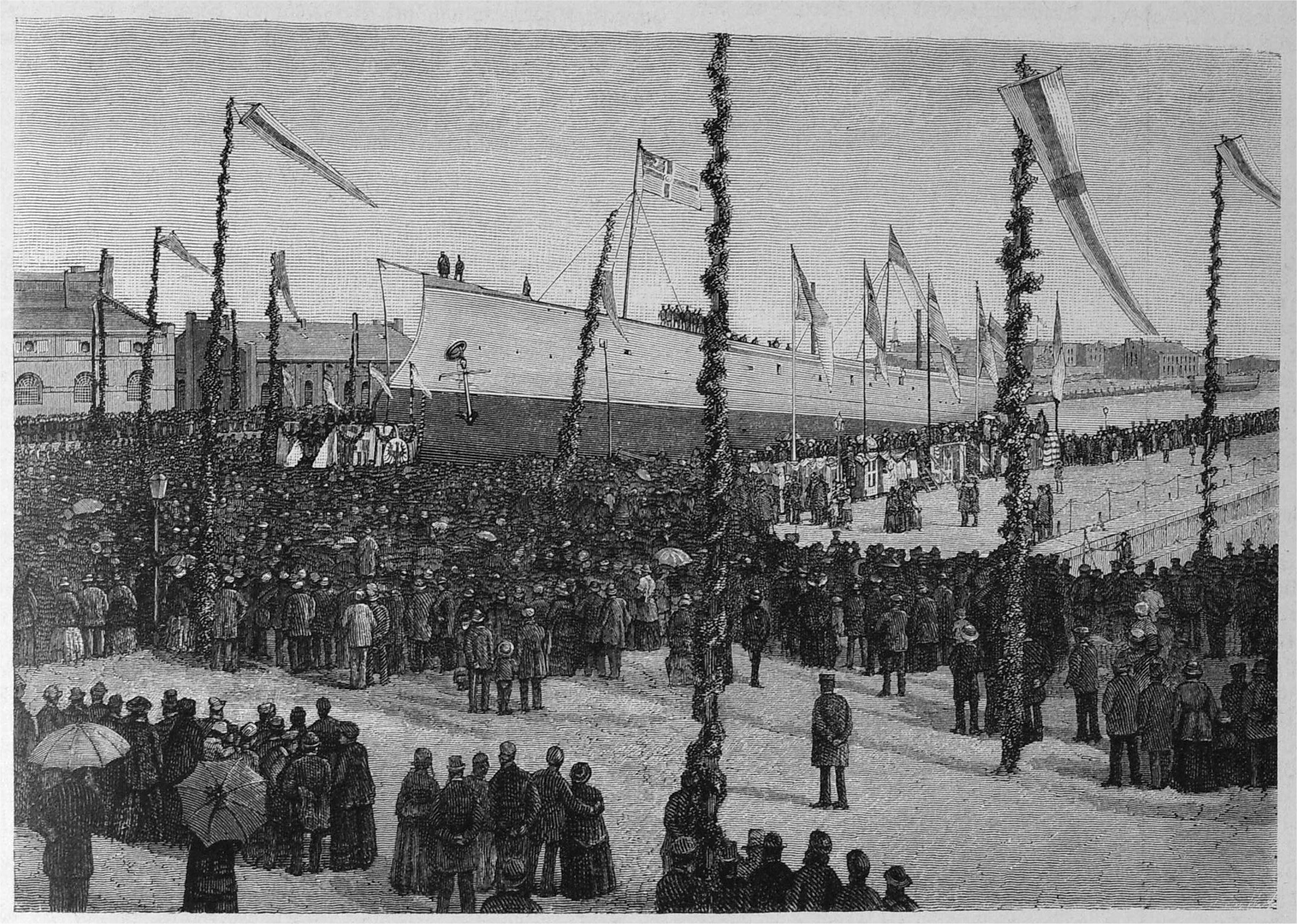
Baptême du Pfeil en 1882

- 1891/94, Chantier no 13, SMS Kurfürst Friedrich Wilhelm
- 1892/94, Chantier no 14, SMS Heimdall (de)
- 1894/95, Chantier no 21, SMS Geier
- 1896/98, Chantier no 22, SMS Kaiser Friedrich III.
- 1897/1900, Chantier no 24, SMS Kaiser Wilhelm II.

- 1900/02, Chantier no 25, SMS Wittelsbach
- 1901/04, Chantier no 27, SMS Schwaben
- 1905/07, Chantier no 28, SMS Hannover
- 1906/07, Chantier no 29, SMS Möwe (de)
- 1908/09, Chantier no 30, SMS Nassau
- 1909/11, Chantier no 31, SMS Ostfriesland
- 1911/12, Chantier no 32, SMS Straßburg
- 1913/14, Chantier no 33, SMS König
- 1915/17, Chantier no 34, SMS Hindenburg
- 1915/--, Chantier no 35, Classe Ersatz Yorck

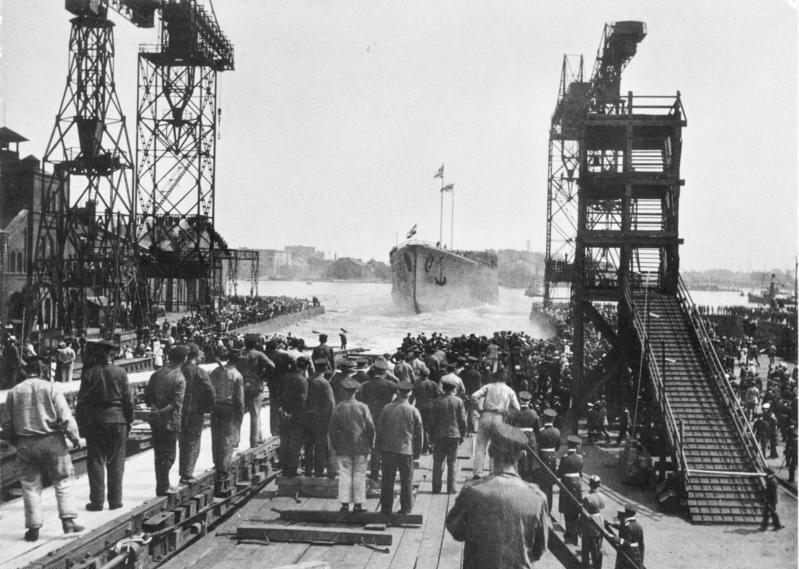
Lancement du SMS Hindenburg en 1915

- 1917, reconstruction de 7 sous-marins de commerce en U-Kreuzer (SM U 151 à SM U 157), y compris Deutschland (SM U 155), d'après les planes de l'arsenal Germania de Kiel
- 1919/22, Chantier no 38 à 65, constructions von 28 bateaux à vapeur de pêche de 440 t

Au cours de la Première Guerre mondiale, le chantier naval produit ainsi que les deux chantiers impériaux des hydravions pour la Kaiserliche Marine. Les numéros d'identification des hydravions sont les suivants: 401-403, 461-462, 945 et 947